# Nigel Boston
Nigel Boston (20 de julho de 1961) é um matemático britânico-estadunidense, que trabalha com teoria algébrica dos números, teoria dos grupos e geometria aritmética.
Estudou na Universidade Harvard, obtendo um doutorado em 1987, orientado por Barry Mazur. É professor emérito da Universidade de Wisconsin-Madison. Em 2012 foi eleito fellow da American Mathematical Society.